# Guido Holzknecht
Guido Holzknecht, född 3 december 1872, död 30 oktober 1930, var en österrikisk radiolog.
Holzknecht var en av radiologins banbrytare och 1904 blev han docent och 1914 extraordinarie professor i röntgenologi vid Wiens universitet. Där ledde hancentralröntgeninstitutet vid Allgemeines Krankenhaus till sin död och utvecklade den till en internationellt uppmärksammad röntgenanstalt. Holzknecht utbildade röntgengenomlysningens metodik i den så kallade Wienerskolan samt konstruerade det första vetenskapligt grundade och allmänt använda instrumentet för terapeutisk dosering av röntgenljuset, chromoradiometern. Han arbetade för att ge radiologin en självständig ställning vid universitetet. Bland hans många arbeten har flera varit grundläggande, till exempel hans Röntgenologische Diagnostik der Erkrankungen der Brusteingeweide (1901). Som så många andra pionjärer inom röntgenvetenskapen föll Holzknecht offer för strålskador och därpå följande cancer.